# Thierry Moutinho
Thierry Rua Moutinho (Ginevra, 26 febbraio 1991) è un calciatore svizzero naturalizzato portoghese, centrocampista del Larissa.

## Carriera
Dopo due stagioni all'Étoile Carouge, viene acquistato dal Servette. All'inizio della stagione 2011-12, viene prestato al club spagnolo del Badajoz. Durante la finestra invernale di mercato, ritorna a Ginevra. Fa quindi il suo esordio in Super League con la maglia del Servette il 19 febbraio 2012 contro il Grasshoppers (vittoria per 3-1). Il 2 maggio 2012 segna il suo primo gol in Super League a Zurigo contro il Grasshoppers (vittoria per 3-0). Durante il mese di gennaio 2014, non giocando più con continuità con la squadra ginevrina, firma un contratto fino al 30 giugno 2015 con la squadra spagnola dell'Albacete.

## Palmarès

### Club

#### Competizioni nazionali
- Campionato rumeno: 1

CFR Cluj: 2018-2019
- Souper Ligka Ellada 2: 2

Athens Kallithea: 2023-2024 (girone B)
Larissa: 2024-2025 (girone A)